# ITM Cup 2014
ITM Cup 2014 – dziewiąta edycja zreformowanych rozgrywek National Provincial Championship, mistrzostw nowozelandzkich prowincji w rugby union, a trzydziesta dziewiąta ogółem. Zawody odbyły się w dniach 14 sierpnia – 25 października 2014 roku.
Czternaście uczestniczących zespołów rywalizowało systemem kołowym w ramach dwóch hierarchicznie ułożonych siedmiozespołowych dywizji, dodatkowo każda drużyna rozgrywała cztery spotkania z zespołami z innej dywizji. Najlepsze cztery drużyny z każdej grupy rywalizowały następnie w fazie pucharowej – zwycięzca Premiership triumfował w całych zawodach, zaś zwycięstwo w Championship było premiowane awansem do najwyższej klasy rozgrywkowej kosztem jej najsłabszej drużyny. Zwycięzca meczu zyskiwał cztery punkty, za remis przysługiwały dwa punkty, porażka nie była punktowana, a zdobycie przynajmniej czterech przyłożeń lub przegrana nie więcej niż siedmioma punktami premiowana była natomiast punktem bonusowym. W przypadku tej samej liczby punktów przy ustalaniu pozycji w grupie brane były pod uwagę kolejno następujące kryteria: wynik bezpośredniego meczu między zainteresowanymi drużynami, lepsza różnica punktów zdobytych i straconych we wszystkich meczach grupowych, wyższa liczba zdobytych przyłożeń, wyższa liczba zdobytych punktów, ostatecznie zaś rzut monetą. Pary spotkań międzydywizyjnych ustalono w połowie grudnia 2013 roku, cały terminarz został zaś ogłoszony w marcu 2014 roku. Składy zespołów i sędziowie zawodów.
Do finału Premiership awansowały zespoły Taranaki i Tasman, a spośród nich lepsza okazała się drużyna Taranaki, zostając pierwszym spoza "wielkiej piątki" triumfatorem NPC w erze play-off. Z kolei w finale Championship zmierzyły się Manawatu i Hawke’s Bay, a zwycięski zespół Manawatu uzyskał awans do elity.
Najlepszym zawodnikiem tej edycji został uznany Seta Tamanivalu. Najwięcej punktów w sezonie zdobył Marty Banks, w klasyfikacji przyłożeń z dziesięcioma zwyciężył zaś Ryan Tongia.

## Faza grupowa

### Mecze
| 14 sierpnia 201419:35 | Taranaki | 9:9 | Counties Manukau | Yarrow Stadium, New Plymouth Sędzia: Nick Briant |
| 14 sierpnia 201419:35 |          | 9:9 |                  | Yarrow Stadium, New Plymouth Sędzia: Nick Briant |

| 15 sierpnia 201419:35 | Southland | 34:23 | Bay of Plenty | Rugby Park Stadium, Invercargill Sędzia: Brendon Pickerill |
| 15 sierpnia 201419:35 |           | 34:23 |               | Rugby Park Stadium, Invercargill Sędzia: Brendon Pickerill |

| 16 sierpnia 201414:35 | Otago | 28:14 | North Harbour | Forsyth Barr Stadium, Dunedin Sędzia: Kane McBride |
| 16 sierpnia 201414:35 |       | 28:14 |               | Forsyth Barr Stadium, Dunedin Sędzia: Kane McBride |

| 16 sierpnia 201416:35 | Canterbury | 48:9 | Auckland | Rugby League Park, Christchurch Sędzia: Garratt Williamson |
| 16 sierpnia 201416:35 |            | 48:9 |          | Rugby League Park, Christchurch Sędzia: Garratt Williamson |

| 16 sierpnia 201418:35 | Wellington | 25:37 | Waikato | Westpac Stadium, Wellington Sędzia: Shane McDermott |
| 16 sierpnia 201418:35 |            | 25:37 |         | Westpac Stadium, Wellington Sędzia: Shane McDermott |

| 17 sierpnia 201414:35 | Tasman | 35:15 | Hawke’s Bay | Lansdowne Park, Blenheim Sędzia: Glen Jackson |
| 17 sierpnia 201414:35 |        | 35:15 |             | Lansdowne Park, Blenheim Sędzia: Glen Jackson |

| 17 sierpnia 201416:35 | Northland | 23:28 | Manawatu | Toll Stadium, Whangarei Sędzia: Ben O’Keeffe |
| 17 sierpnia 201416:35 |           | 23:28 |          | Toll Stadium, Whangarei Sędzia: Ben O’Keeffe |

| 21 sierpnia 201419:35 | North Harbour | 21:25 | Southland | North Harbour Stadium, Auckland Sędzia: Angus Mabey |
| 21 sierpnia 201419:35 |               | 21:25 |           | North Harbour Stadium, Auckland Sędzia: Angus Mabey |

| 22 sierpnia 201418:05 | Waikato | 27:58 | Canterbury | Waikato Stadium, Hamilton Sędzia: Shane McDermott |
| 22 sierpnia 201418:05 |         | 27:58 |            | Waikato Stadium, Hamilton Sędzia: Shane McDermott |

| 22 sierpnia 201420:05 | Hawke’s Bay | 29:26 | Taranaki | McLean Park, Napier Sędzia: Mike Lash |
| 22 sierpnia 201420:05 |             | 29:26 |          | McLean Park, Napier Sędzia: Mike Lash |

| 23 sierpnia 201414:35 | Northland | 35:5 | Wellington | Toll Stadium, Whangarei Sędzia: Brendon Pickerill |
| 23 sierpnia 201414:35 |           | 35:5 |            | Toll Stadium, Whangarei Sędzia: Brendon Pickerill |

| 23 sierpnia 201416:35 | Counties Manukau | 29:25 | Otago | ECOLight Stadium, Pukekohe Sędzia: Nick Briant |
| 23 sierpnia 201416:35 |                  | 29:25 |       | ECOLight Stadium, Pukekohe Sędzia: Nick Briant |

| 24 sierpnia 201414:35 | Manawatu | 7:35 | Auckland | FMG Stadium, Palmerston North Sędzia: Mike Fraser |
| 24 sierpnia 201414:35 |          | 7:35 |          | FMG Stadium, Palmerston North Sędzia: Mike Fraser |

| 24 sierpnia 201416:35 | Bay of Plenty | 27:56 | Tasman | ASB Stadium, Mount Maunganui Sędzia: Ben O’Keeffe |
| 24 sierpnia 201416:35 |               | 27:56 |        | ASB Stadium, Mount Maunganui Sędzia: Ben O’Keeffe |

| 27 sierpnia 201419:35 | Waikato | 17:46 | Taranaki | Waikato Stadium, Hamilton Sędzia: Damian Mitchelmore |
| 27 sierpnia 201419:35 |         | 17:46 |          | Waikato Stadium, Hamilton Sędzia: Damian Mitchelmore |

| 28 sierpnia 201419:35 | Canterbury | 48:3 | Northland | Rugby League Park, Christchurch Sędzia: Akihisa Aso |
| 28 sierpnia 201419:35 |            | 48:3 |           | Rugby League Park, Christchurch Sędzia: Akihisa Aso |

| 29 sierpnia 201419:35 | Wellington | 21:27 | Manawatu | Westpac Stadium, Wellington Sędzia: Richard Kelly |
| 29 sierpnia 201419:35 |            | 21:27 |          | Westpac Stadium, Wellington Sędzia: Richard Kelly |

| 30 sierpnia 201414:35 | Counties Manukau | 21:27 | Hawke’s Bay | ECOLight Stadium, Pukekohe Sędzia: Mike Fraser |
| 30 sierpnia 201414:35 |                  | 21:27 |             | ECOLight Stadium, Pukekohe Sędzia: Mike Fraser |

| 30 sierpnia 201417:35 | Southland | 22:33 | Otago | Rugby Park Stadium, Invercargill Sędzia: Grant Stuart |
| 30 sierpnia 201417:35 |           | 22:33 |       | Rugby Park Stadium, Invercargill Sędzia: Grant Stuart |

| 30 sierpnia 201419:35 | North Harbour | 16:22 | Waikato | North Harbour Stadium, Auckland Sędzia: Kane McBride |
| 30 sierpnia 201419:35 |               | 16:22 |         | North Harbour Stadium, Auckland Sędzia: Kane McBride |

| 31 sierpnia 201414:35 | Taranaki | 41:3 | Bay of Plenty | Yarrow Stadium, New Plymouth Sędzia: Akihisa Aso |
| 31 sierpnia 201414:35 |          | 41:3 |               | Yarrow Stadium, New Plymouth Sędzia: Akihisa Aso |

| 31 sierpnia 201416:35 | Auckland | 16:16 | Tasman | Eden Park, Auckland Sędzia: Damian Mitchelmore |
| 31 sierpnia 201416:35 |          | 16:16 |        | Eden Park, Auckland Sędzia: Damian Mitchelmore |

| 3 września 201419:35 | Manawatu | 29:27 | Bay of Plenty | FMG Stadium, Palmerston North Sędzia: Mike Fraser |
| 3 września 201419:35 |          | 29:27 |               | FMG Stadium, Palmerston North Sędzia: Mike Fraser |

| 4 września 201419:35 | Otago | 16:23 | Canterbury | Forsyth Barr Stadium, Dunedin Sędzia: Richard Kelly |
| 4 września 201419:35 |       | 16:23 |            | Forsyth Barr Stadium, Dunedin Sędzia: Richard Kelly |

| 5 września 201418:05 | Tasman | 23:16 | Waikato | Trafalgar Park, Nelson Sędzia: Kane McBride |
| 5 września 201418:05 |        | 23:16 |         | Trafalgar Park, Nelson Sędzia: Kane McBride |

| 5 września 201420:05 | Northland | 23:21 | Hawke’s Bay | Toll Stadium, Whangarei Sędzia: Ben O’Keeffe |
| 5 września 201420:05 |           | 23:21 |             | Toll Stadium, Whangarei Sędzia: Ben O’Keeffe |

| 6 września 201414:35 | Auckland | 31:30 | Wellington | Eden Park, Auckland Sędzia: Nick Briant |
| 6 września 201414:35 |          | 31:30 |            | Eden Park, Auckland Sędzia: Nick Briant |

| 6 września 201416:35 | Taranaki | 41:19 | Southland | Yarrow Stadium, New Plymouth Sędzia: Brendon Pickerill |
| 6 września 201416:35 |          | 41:19 |           | Yarrow Stadium, New Plymouth Sędzia: Brendon Pickerill |

| 7 września 201414:35 | Manawatu | 26:10 | Counties Manukau | FMG Stadium, Palmerston North Sędzia: Mike Lash |
| 7 września 201414:35 |          | 26:10 |                  | FMG Stadium, Palmerston North Sędzia: Mike Lash |

| 7 września 201416:35 | Bay of Plenty | 21:14 | North Harbour | Rotorua International Stadium, Rotorua Sędzia: Grant Stuart |
| 7 września 201416:35 |               | 21:14 |               | Rotorua International Stadium, Rotorua Sędzia: Grant Stuart |

| 10 września 201419:35 | Otago | 23:40 | Northland | Forsyth Barr Stadium, Dunedin Sędzia: Mike Lash |
| 10 września 201419:35 |       | 23:40 |           | Forsyth Barr Stadium, Dunedin Sędzia: Mike Lash |

| 11 września 201419:35 | Tasman | 30:31 | Taranaki | Trafalgar Park, Nelson Sędzia: Shane McDermott |
| 11 września 201419:35 |        | 30:31 |          | Trafalgar Park, Nelson Sędzia: Shane McDermott |

| 12 września 201418:05 | North Harbour | 24:13 | Manawatu | North Harbour Stadium, Auckland Sędzia: Nick Briant |
| 12 września 201418:05 |               | 24:13 |          | North Harbour Stadium, Auckland Sędzia: Nick Briant |

| 12 września 201420:05 | Canterbury | 46:12 | Wellington | Rugby League Park, Christchurch Sędzia: Brendon Pickerill |
| 12 września 201420:05 |            | 46:12 |            | Rugby League Park, Christchurch Sędzia: Brendon Pickerill |

| 13 września 201414:35 | Bay of Plenty | 12:27 | Auckland | Rotorua International Stadium, Rotorua Sędzia: Kane McBride |
| 13 września 201414:35 |               | 12:27 |          | Rotorua International Stadium, Rotorua Sędzia: Kane McBride |

| 13 września 201416:35 | Southland | 36:34 | Northland | Rugby Park Stadium, Invercargill Sędzia: Richard Kelly |
| 13 września 201416:35 |           | 36:34 |           | Rugby Park Stadium, Invercargill Sędzia: Richard Kelly |

| 14 września 201414:35 | Waikato | 26:21 | Counties Manukau | Waikato Stadium, Hamilton Sędzia: Ben O’Keeffe |
| 14 września 201414:35 |         | 26:21 |                  | Waikato Stadium, Hamilton Sędzia: Ben O’Keeffe |

| 14 września 201416:35 | Hawke’s Bay | 41:0 | Otago | McLean Park, Napier Sędzia: Garratt Williamson |
| 14 września 201416:35 |             | 41:0 |       | McLean Park, Napier Sędzia: Garratt Williamson |

| 17 września 201419:35 | Southland | 14:38 | Tasman | Rugby Park Stadium, Invercargill |
| 17 września 201419:35 |           | 14:38 |        | Rugby Park Stadium, Invercargill |

| 18 września 201419:35 | Northland | 20:31 | Taranaki | Toll Stadium, Whangarei |
| 18 września 201419:35 |           | 20:31 |          | Toll Stadium, Whangarei |

| 19 września 201419:35 | Counties Manukau | 20:28 | Canterbury | ECOLight Stadium, Pukekohe |
| 19 września 201419:35 |                  | 20:28 |            | ECOLight Stadium, Pukekohe |

| 20 września 201414:35 | Hawke’s Bay | 36:17 | Bay of Plenty | McLean Park, Napier |
| 20 września 201414:35 |             | 36:17 |               | McLean Park, Napier |

| 20 września 201417:35 | Auckland | 32:7 | North Harbour | Eden Park, Auckland |
| 20 września 201417:35 |          | 32:7 |               | Eden Park, Auckland |

| 20 września 201419:35 | Manawatu | 41:20 | Southland | FMG Stadium, Palmerston North |
| 20 września 201419:35 |          | 41:20 |           | FMG Stadium, Palmerston North |

| 21 września 201414:35 | Otago | 38:7 | Waikato | Forsyth Barr Stadium, Dunedin |
| 21 września 201414:35 |       | 38:7 |         | Forsyth Barr Stadium, Dunedin |

| 21 września 201416:35 | Wellington | 20:42 | Tasman | Westpac Stadium, Wellington |
| 21 września 201416:35 |            | 20:42 |        | Westpac Stadium, Wellington |

| 24 września 201419:35 | North Harbour | 29:24 | Canterbury | North Harbour Stadium, Auckland Sędzia: Paul Williams |
| 24 września 201419:35 |               | 29:24 |            | North Harbour Stadium, Auckland Sędzia: Paul Williams |

| 25 września 201419:35 | Bay of Plenty | 27:30 | Northland | ASB Stadium, Mount Maunganui Sędzia: Angus Mabey |
| 25 września 201419:35 |               | 27:30 |           | ASB Stadium, Mount Maunganui Sędzia: Angus Mabey |

| 26 września 201419:35 | Taranaki | 35:22 | Auckland | Yarrow Stadium, New Plymouth Sędzia: Glen Jackson |
| 26 września 201419:35 |          | 35:22 |          | Yarrow Stadium, New Plymouth Sędzia: Glen Jackson |

| 27 września 201414:35 | Waikato | 20:22 | Manawatu | Waikato Stadium, Hamilton Sędzia: Brett Johnson |
| 27 września 201414:35 |         | 20:22 |          | Waikato Stadium, Hamilton Sędzia: Brett Johnson |

| 27 września 201417:35 | Counties Manukau | 55:7 | Wellington | ECOLight Stadium, Pukekohe Sędzia: Nick Briant |
| 27 września 201417:35 |                  | 55:7 |            | ECOLight Stadium, Pukekohe Sędzia: Nick Briant |

| 27 września 201419:35 | North Harbour | 28:25 | Hawke’s Bay | North Harbour Stadium, Auckland Sędzia: Mike Lash |
| 27 września 201419:35 |               | 28:25 |             | North Harbour Stadium, Auckland Sędzia: Mike Lash |

| 28 września 201414:35 | Tasman | 32:24 | Otago | Trafalgar Park, Nelson Sędzia: Kane McBride |
| 28 września 201414:35 |        | 32:24 |       | Trafalgar Park, Nelson Sędzia: Kane McBride |

| 28 września 201416:35 | Canterbury | 26:28 | Southland | Rugby League Park, Christchurch Sędzia: Richard Kelly |
| 28 września 201416:35 |            | 26:28 |           | Rugby League Park, Christchurch Sędzia: Richard Kelly |

| 1 października 201419:35 | Hawke’s Bay | 36:14 | Wellington | McLean Park, Napier Sędzia: Glen Jackson |
| 1 października 201419:35 |             | 36:14 |            | McLean Park, Napier Sędzia: Glen Jackson |

| 2 października 201419:35 | Auckland | 60:19 | Waikato | Eden Park, Auckland Sędzia: Ben O’Keeffe |
| 2 października 201419:35 |          | 60:19 |         | Eden Park, Auckland Sędzia: Ben O’Keeffe |

| 3 października 201419:35 | Northland | 58:27 | North Harbour | Toll Stadium, Whangarei Sędzia: Mike Fraser |
| 3 października 201419:35 |           | 58:27 |               | Toll Stadium, Whangarei Sędzia: Mike Fraser |

| 4 października 201414:35 | Southland | 10:24 | Counties Manukau | Rugby Park Stadium, Invercargill Sędzia: Brendon Pickerill |
| 4 października 201414:35 |           | 10:24 |                  | Rugby Park Stadium, Invercargill Sędzia: Brendon Pickerill |

| 4 października 201417:35 | Bay of Plenty | 33:16 | Otago | ASB Stadium, Mount Maunganui Sędzia: Kane McBride |
| 4 października 201417:35 |               | 33:16 |       | ASB Stadium, Mount Maunganui Sędzia: Kane McBride |

| 4 października 201419:35 | Canterbury | 10:38 | Tasman | Rugby League Park, Christchurch Sędzia: Garratt Williamson |
| 4 października 201419:35 |            | 10:38 |        | Rugby League Park, Christchurch Sędzia: Garratt Williamson |

| 5 października 201414:35 | Manawatu | 29:3 | Hawke’s Bay | FMG Stadium, Palmerston North Sędzia: Paul Williams |
| 5 października 201414:35 |          | 29:3 |             | FMG Stadium, Palmerston North Sędzia: Paul Williams |

| 5 października 201416:35 | Wellington | 22:38 | Taranaki | Westpac Stadium, Wellington Sędzia: Brett Johnson |
| 5 października 201416:35 |            | 22:38 |          | Westpac Stadium, Wellington Sędzia: Brett Johnson |

| 8 października 201419:35 | Counties Manukau | 41:18 | Auckland | ECOLight Stadium, Pukekohe Sędzia: Kane McBride |
| 8 października 201419:35 |                  | 41:18 |          | ECOLight Stadium, Pukekohe Sędzia: Kane McBride |

| 9 października 201419:35 | Waikato | 29:12 | Bay of Plenty | Waikato Stadium, Hamilton Sędzia: Garratt Williamson |
| 9 października 201419:35 |         | 29:12 |               | Waikato Stadium, Hamilton Sędzia: Garratt Williamson |

| 10 października 201419:35 | Otago | 25:38 | Manawatu | Forsyth Barr Stadium, Dunedin Sędzia: Glen Jackson |
| 10 października 201419:35 |       | 25:38 |          | Forsyth Barr Stadium, Dunedin Sędzia: Glen Jackson |

| 11 października 201414:35 | Wellington | 58:34 | North Harbour | Westpac Stadium, Wellington Sędzia: Jamie Nutbrown |
| 11 października 201414:35 |            | 58:34 |               | Westpac Stadium, Wellington Sędzia: Jamie Nutbrown |

| 11 października 201417:35 | Hawke’s Bay | 20:20 | Southland | McLean Park, Napier Sędzia: Ben O’Keeffe |
| 11 października 201417:35 |             | 20:20 |           | McLean Park, Napier Sędzia: Ben O’Keeffe |

| 11 października 201419:35 | Auckland | 38:10 | Northland | Eden Park, Auckland Sędzia: Brendon Pickerill |
| 11 października 201419:35 |          | 38:10 |           | Eden Park, Auckland Sędzia: Brendon Pickerill |

| 12 października 201414:35 | Taranaki | 23:26 | Canterbury | Yarrow Stadium, New Plymouth Sędzia: Mike Fraser |
| 12 października 201414:35 |          | 23:26 |            | Yarrow Stadium, New Plymouth Sędzia: Mike Fraser |

| 12 października 201416:35 | Tasman | 16:21 | Counties Manukau | Lansdowne Park, Blenheim Sędzia: Shane McDermott |
| 12 października 201416:35 |        | 16:21 |                  | Lansdowne Park, Blenheim Sędzia: Shane McDermott |

| 18 października 201414:05 | Manawatu | 23:18 | Southland | FMG Stadium, Palmerston North Sędzia: Ben O’Keeffe |
| 18 października 201414:05 |          | 23:18 |           | FMG Stadium, Palmerston North Sędzia: Ben O’Keeffe |

| 17 października 201419:35 | Hawke’s Bay | 26:21 | Northland | McLean Park, Napier Sędzia: Shane McDermott |
| 17 października 201419:35 |             | 26:21 |           | McLean Park, Napier Sędzia: Shane McDermott |

| 24 października 201419:35 | Manawatu | 32:24 | Hawke’s Bay | FMG Stadium, Palmerston North Sędzia: Garratt Williamson |
| 24 października 201419:35 |          | 32:24 |             | FMG Stadium, Palmerston North Sędzia: Garratt Williamson |

| 18 października 201416:35 | Taranaki | 49:30 | Auckland | Yarrow Stadium, New Plymouth Sędzia: Mike Fraser |
| 18 października 201416:35 |          | 49:30 |          | Yarrow Stadium, New Plymouth Sędzia: Mike Fraser |

| 18 października 201419:05 | Tasman | 26:6 | Canterbury | Trafalgar Park, Nelson Sędzia: Nick Briant |
| 18 października 201419:05 |        | 26:6 |            | Trafalgar Park, Nelson Sędzia: Nick Briant |

| 25 października 201419:35 | Taranaki | 36:32 | Tasman | Yarrow Stadium, New Plymouth Sędzia: Glen Jackson |
| 25 października 201419:35 |          | 36:32 |        | Yarrow Stadium, New Plymouth Sędzia: Glen Jackson |

## Faza pucharowa

### Premiership
|  |                      |            |          |                      |    |          |          |       |
|  | Półfinał             | Półfinał   | Półfinał |                      |    | Finał    | Finał    | Finał |
|  | Półfinał             | Półfinał   | Półfinał |                      |    | Finał    | Finał    | Finał |
|  | 18 października 2014 |            |          |                      |    |          |          |       |
|  |                      |            |          |                      |    |          |          |       |
|  | Taranaki             | Taranaki   | 49       |                      |    |          |          |       |
|  | Taranaki             | Taranaki   | 49       | 25 października 2014 |    |          |          |       |
|  | Auckland             | Auckland   | 30       |                      |    |          |          |       |
|  | Auckland             | Auckland   | 30       |                      |    | Taranaki | Taranaki | 36    |
|  | 18 października 2014 |            |          |                      |    | Taranaki | Taranaki | 36    |
|  |                      |            | Tasman   | Tasman               | 32 |          |          |       |
|  | Tasman               | Tasman     | Tasman   | Tasman               | 32 | 26       |          |       |
|  | Tasman               | Tasman     |          |                      |    |          |          |       |
|  | Canterbury           | Canterbury | 6        |                      |    |          |          |       |
|  | Canterbury           | Canterbury | 6        |                      |    |          |          |       |

| 18 października 201416:35 | Taranaki | 49:30 (pd.)(24:23, 30:30) | Auckland | Yarrow Stadium, New Plymouth Sędzia: Mike Fraser |
| 18 października 201416:35 |          | 49:30 (pd.)(24:23, 30:30) |          | Yarrow Stadium, New Plymouth Sędzia: Mike Fraser |

| 18 października 201419:05 | Tasman | 26:6(17:6) | Canterbury | Trafalgar Park, Nelson Sędzia: Nick Briant |
| 18 października 201419:05 |        | 26:6(17:6) |            | Trafalgar Park, Nelson Sędzia: Nick Briant |

| 25 października 201419:35 | Taranaki | 36:32(16:10) | Tasman | Yarrow Stadium, New Plymouth Widzów: 21 000 Sędzia: Glen Jackson |
| 25 października 201419:35 |          | 36:32(16:10) |        | Yarrow Stadium, New Plymouth Widzów: 21 000 Sędzia: Glen Jackson |

### Championship
|  |                      |             |             |                      |    |          |          |       |
|  | Półfinał             | Półfinał    | Półfinał    |                      |    | Finał    | Finał    | Finał |
|  | Półfinał             | Półfinał    | Półfinał    |                      |    | Finał    | Finał    | Finał |
|  | 18 października 2014 |             |             |                      |    |          |          |       |
|  |                      |             |             |                      |    |          |          |       |
|  | Manawatu             | Manawatu    | 23          |                      |    |          |          |       |
|  | Manawatu             | Manawatu    | 23          | 24 października 2014 |    |          |          |       |
|  | Southland            | Southland   | 18          |                      |    |          |          |       |
|  | Southland            | Southland   | 18          |                      |    | Manawatu | Manawatu | 32    |
|  | 17 października 2014 |             |             |                      |    | Manawatu | Manawatu | 32    |
|  |                      |             | Hawke’s Bay | Hawke’s Bay          | 24 |          |          |       |
|  | Hawke’s Bay          | Hawke’s Bay | Hawke’s Bay | Hawke’s Bay          | 24 | 26       |          |       |
|  | Hawke’s Bay          | Hawke’s Bay |             |                      |    |          |          |       |
|  | Northland            | Northland   | 21          |                      |    |          |          |       |
|  | Northland            | Northland   | 21          |                      |    |          |          |       |

| 18 października 201414:05 | Manawatu | 23:18(13:3) | Southland | FMG Stadium, Palmerston North Sędzia: Ben O’Keeffe |
| 18 października 201414:05 |          | 23:18(13:3) |           | FMG Stadium, Palmerston North Sędzia: Ben O’Keeffe |

| 17 października 201419:35 | Hawke’s Bay | 26:21(13:8) | Northland | McLean Park, Napier Sędzia: Shane McDermott |
| 17 października 201419:35 |             | 26:21(13:8) |           | McLean Park, Napier Sędzia: Shane McDermott |

| 24 października 201419:35 | Manawatu | 32:24(6:14) | Hawke’s Bay | FMG Stadium, Palmerston North Sędzia: Garratt Williamson |
| 24 października 201419:35 |          | 32:24(6:14) |             | FMG Stadium, Palmerston North Sędzia: Garratt Williamson |